# Шелест Сергій Павлович
Сергій Павлович Шелест (рос. Сергей Павлович Шелест; нар. 17 серпня 1965) — радянський та російський футболіст, захисник та півзахисник.

## Життєпис
На початку кар'єри грав у клубах другої ліги «Амур» Комсомольськ-на-Амурі (1983-1984), «Новатор» Жданов (1985), «Динамо-2» Москва (1986). 1988 рік розпочав у дніпропетровському «Дніпрі», за який провів один матч — 11 червня в Кубку Федерації в домашній грі проти «Металіста» (1:0) вийшов на 80-й хвилині. Потім знову грав у другій лізі за «Зірку» Кіровоград (1988-1989) і «Буковину» Чернівці (1990). У 1991 році перебував у складі ташкентського «Пахтакора», зіграв один матч у чемпіонаті СРСР — 18 травня в домашній грі 12 туру проти «Спартака» Владикавказ був замінений на 33-й хвилині. У 1992 році зіграв 14 матчів та відзначився двома голами у другій російській лізі за «Локомотив-д» (Москва). У сезоні 1992/93 перебував у складі угорського клубу «Серенч-Хедьялья». У 1998 році грав за команду КФК «Спартак-Чукотка» (Москва), а наступного року зайняв посаду адміністратор клубу, який виступав у другому дивізіоні.